# Kintambo
De gemeente Kintambo is een gemeente in het district Lukunga in het noordwesten van de stadsprovincie Kinshasa, hoofdstad van de Democratische Republiek Congo.
Het centrum bevindt zich op de kruising tussen de Boulevard du 30 Juin (of beter gezegd de korte verlenging van deze laan, de Avenue du Colonel-Mondjiba), de Avenue Kasa-Vubu en de Route de Matadi.
Kintambo (soms Kintamo, Kitambo of N'Tamo in oude geschriften), gelegen aan de linkeroever van de Kongo en de baai van Ngaliema, is de plaats waar aan het einde van de negentiende eeuw de Europese handelspost werd opgericht, die de naam Léopoldville kreeg. De baai van Ngaliema was de eerste haven van de stad. Een paar honderd meter naar het westen is de Kongo niet meer bevaarbaar: een reeks watervallen, de Livingstonewatervallen maken scheepvaart naar Matadi, zo'n 350 kilometer stroomafwaarts onmogelijk.
In de jaren 1940 werd het centrum van Leopoldstad ongeveer 5 kilometer naar het oosten verplaatst, aan de andere kant van wat later de Boulevard du 30 Juin zou worden, in de buurt van het dorp Kinshasa, dat na de onafhankelijkheid zijn naam aan de stad gaf.
| \| De 4 districten en 24 gemeentes van Kinshasa \| |                   |  |
| District Lukunga District Funa District Mont-Amba District Tshangu Brazzaville Kongo Pool Malebo M'Bamou Baai van Ngaliema Gombe Barumbu Kin. Ling. K.-V. Ng.-Ng. Kal. Banda- lungwa Kintambo Ngaliema Selembao Bumbu Makala Ngaba Lemba Limete Matete Kisenso Masina Ndjili Kimbanseke Nsele Mont-Ngafula N. M.-N. Ns. Kim. Maluku |                   |  |
| afkortingen: stadscentrum: Kinshasa (Kin.), Kasa-Vubu (K.-V.), Lingwala (Ling.), Ngiri-Ngiri (Ng.-Ng.) provinciekaart: Ngaliema (N.), Mont-Ngafula (M.-N.), Kimbanseke (Kim.), Nsele (Ns.) |                   |  |
| De 4 districten en 24 gemeentes van Kinshasa | Vlag van Kinshasa |  |